# Crassula umbellata
Crassula umbellata är en fetbladsväxtart som beskrevs av Carl Peter Thunberg. Crassula umbellata ingår i släktet krassulor, och familjen fetbladsväxter. Inga underarter finns listade i Catalogue of Life.